# Re: publik
Ej att förväxla med Storsjöyrans minifestival Re:Publik i Östersund, 2021.
Re: publik var en musikfestival i Stockholm arrangerad av Stockholms universitets studentkår (SUS) på universitetsområdet vid Stockholms universitet under 2007 och 2008. Festivalen var en gratisfestival och hölls 2007 den 1–2 juni. 2008 hölls festivalen 23–24 maj. 
Re: publik festivalen ersatte festivalen Popaganda, som i fem år, 2002–2006, anordnades på universitetsområdet. 

## Artister i urval 2007
- Blindside
- Moder Jords Massiva
- Daniel Boyacioglu
- Miss Li
- Vincent Pontare
- Navid Modiri och Gudarna
- Lasse Lindh